# Крістіан Сарраманья
Крістіан Сарраманья (фр. Christian Sarramagna, нар. 29 грудня 1951, Байонна) — французький футболіст, що грав на позиції півзахисника. По завершенні ігрової кар'єри — тренер. Найбільш відомий за виступами в клубі «Сент-Етьєн», у складі якого став триразовим чемпіоном Франції та триразовим володарем Кубка Франції, пізніше також тренував «Сент-Етьєн», а також відомий за виступами за національну збірну Франції.

## Клубна кар'єра
Крістіан Сарраманья народився 1951 року в місті Байонна. Вихованець футбольної школи клубу «Байонна». У 1969 році перейшов до клубу виступами за команду «Сент-Етьєн», спочатку грав за другу команду клубу, а з 1970 року перейшов до першої команди клубу. У складі «Сент-Етьєна» футболіст грав до 1979 року, за цей час провів у складі команди 133 матчі, та став у складі команди триразовим чемпіоном Франції та триразовим володарем Кубка Франції.
У 1979 році Сарраманья перейшов до клубу «Монпельє», в якому грав до 1982 року, ппісля чого завершив виступи на футбольних полях.

## Виступи за збірну
1973 року дебютував в офіційних матчах у складі національної збірної Франції. У складі збірної грав до 1976 року, загалом провів у її формі 4 матчі, в яких забитими голами не відзначився.

## Кар'єра тренера
Крістіан Сарраманья розпочав тренерську кар'єру відразу ж по завершенні кар'єри гравця у 1982 року, очоливши тренерський штаб клубу «Грау-дю-Руа». З 1985 до 1987 року колишній футболіст очолював команду «Пон-Сент-Еспріт».
У 1990 році Крістіан Сарраманья очолив свою колишню команду «Сент-Етьєн», з якою працював до 1992 року, після чого з 1992 до 1994 року очолював клуб «Мартіг». У 1994—1995 роках Сарраманья очолював клуб «Седан», а в 1995—1997 роках очолював клуб «Мюлуз».
У 1998—2000 роках колишній французький футболіст очолював тренерський штаб національної збірної Малі. Після цього у 2000—2006 роках тренер очолював команду зі свого рідного міста «Байонна», після чого нетривалий час знову працював зі збірною Малі. У 2006—2007 роках Сарраманья очолював клуб «Сет», а в 2008 році очолював клуб «Шатору». У 2011—2012 роках Крістіан Сарраманья очолював туніський клуб «Хаммам-Ліф», після чого тренерською роботою не займався.

## Титули і досягнення
- Чемпіон Франції (3):

«Сент-Етьєн»: 1973–1974, 1974–1975, 1975–1976
- Володар Кубка Франції (3):

«Сент-Етьєн»: 1973—1974, 1974—1975, 1976—1977